# Берия, Серго Лаврентьевич
Серго́ Лавре́нтьевич Бе́рия (груз. სერგო ლავრენტის ძე ბერია) (Серге́й Алексе́евич Гегечко́ри; 24 ноября 1924, Тифлис, ССР Грузия, ЗСФСР, СССР — 11 октября 2000, Киев, Украина) — советский и украинский учёный, инженер-конструктор в области радиолокации и ракетных систем, сын Лаврентия Берии. С 1990 по 1999 год — научный руководитель, Главный конструктор киевского НИИ «Комета».

## Биография
Родился в Тбилиси. Его крёстным отцом был Серго Орджоникидзе, в честь которого и был назван Сергеем.
Родители — Лаврентий Павлович Берия (1899—1953) и Нино Теймуразовна Гегечкори (1905—1991). По словам Серго Лаврентьевича, их семья «была строгих традиций», и его с малых лет приучили «всегда оглядываться на положение, которое занимал отец».
В 1938 году, окончив семь классов немецкой и музыкальной школ, вместе с семьёй переехал в Москву. В 1941 году после окончания средней школы № 175 был зачислен в Центральную радиотехническую лабораторию НКВД СССР.

### Во время Великой Отечественной войны
В первые дни войны добровольцем по рекомендации райкома комсомола направлен в разведшколу, в которой на ускоренных трёхмесячных курсах получил радиотехническую специальность и в звании техника-лейтенанта начал службу в армии. По заданию Генерального штаба выполнял ряд ответственных поручений (в 1941 году — в Иране и Курдистане; в 1942 году — Северо-Кавказской группе войск).
В октябре 1942 года приказом наркома обороны С. Л. Берия направлен на учёбу в Ленинградскую военную академию связи имени С. М. Будённого. За время учёбы неоднократно отзывался по личному указанию Верховного Главнокомандующего и Генерального штаба для выполнения специальных секретных заданий (в 1943—1945 годах — Тегеранская и Ялтинская конференции глав государств антигитлеровской коалиции; 4-й и 1-й Украинские фронты). За образцовое выполнение заданий командования награждён медалью «За оборону Кавказа» и орденом Красной Звезды.

### В послевоенные годы
В 1947 году с отличием окончил Ленинградскую военную академию связи имени С. М. Будённого. Под руководством доктора технических наук, профессора П. Н. Куксенко разработал дипломный проект по ракетной управляемой системе класса «воздух — море». Государственная комиссия поставила ему оценку «отлично» и рекомендовала организовать разработку его проекта в промышленности. Один из создателей советской системы противоракетной обороны Г. В. Кисунько присутствовал на защите и оставил воспоминания об этом и последующих связанных с С. Берией событиях.
В целях повышения эффективности действий бомбардировочной авиации по кораблям противника 8 сентября 1947 года вышло постановление Совета Министров СССР по организации специального бюро — «СБ № 1 МВ». Серго Берия был назначен заместителем главного конструктора П. Н. Куксенко. В СБ № 1 по дипломному проекту С. Берии была создана крылатая ракета класса «воздух — море» «Комета».
В 1950 году СБ № 1 было преобразовано в КБ-1 Третьего главного управления при СМ СССР (ныне ГСКБ «Алмаз-Антей»), Серго Берия стал одним из двух его главных конструкторов (второй — П. Н. Куксенко) и участвовал в разработке зенитно-ракетной системы ПВО Москвы С-25 «Беркут».
В 1953 году за успешное выполнение правительственного задания по созданию новых образцов вооружения (ракетная система «Комета») награждён орденом Ленина и удостоен Сталинской премии I степени. Награждение осуществлено постановлением Совета министров СССР, вышедшим под грифом «Совершенно секретно, особая папка».
Работая в СБ-1 и КБ-1, Серго Берия в 1948 году защитил кандидатскую, а в 1952 году — докторскую диссертации. В 1954 году был лишен обеих степеней. За время Советского Союза в ученых степенях не восстанавливался.

### Арест и опала
После смещения и ареста отца в июле 1953 года вместе с матерью был отправлен под надзор на одну из подмосковных госдач, затем арестован и до конца 1954 года содержался в одиночном заключении сначала в Лефортовской, а затем в Бутырской тюрьме.
Постановлением Президиума ЦК КПСС от 17 ноября 1954 года лишён степеней кандидата и доктора физико-математических наук, звания лауреата Сталинской премии и воинского звания «инженер-полковник». Согласно решению ВАК № 6/с от 22 декабря 1953 года «Об отмене решения Высшей аттестационной комиссии от 22 марта 1952 года об утверждении С. Л. Берия учёной степени доктора физико-математических наук», «кандидатская и докторская диссертации Берии С. Л., как установлено проверкой, не являются его личным трудом, а являются изложением работ большого числа научных сотрудников, расчётчиков и инженеров».
Решением Президиума ЦК от 27 ноября 1954 года Серго Берии и его матери назначена административная ссылка с возможностью работы по ракетной тематике. Согласно официальной версии, по их просьбе им были выданы паспорта на фамилию Гегечкори (девичья фамилия матери), мотивируя тем, что «с фамилиями Берия нас население растерзает». В городе Свердловске, находясь под постоянным наблюдением, он почти десять лет проработал в должности старшего инженера в НИИ п/я 320, «по своей специальности ракетчиком».

### Дальнейшая деятельность
В 1964 году по ходатайству группы видных учёных страны и в связи с болезнью матери ему был разрешён перевод в Киев в п/я 24, преобразованный впоследствии в НПО «Квант» (сейчас ГП НИИ «Квант»), где до сентября 1988 года он работал ведущим конструктором, начальником сектора, начальником отдела.
Позднее был привлечён к работе отделения новых физических проблем Института проблем материаловедения Академии наук Украинской ССР в качестве заведующего отделом системного проектирования — главного конструктора комплекса.
С 1990 по 1999 год — научный руководитель, главный конструктор киевского НИИ «Комета» (ранее — Киевский филиал ЦНПО «Комета»).
С 1999 года — на пенсии.
Умер 11 октября 2000 года на 76-м году жизни в Киеве, похоронен на Байковом кладбище.

### Семья и дети
Был женат на Марфе Максимовне Пешковой (1925 — 20.11.2021), внучке Максима Горького, дочери Максима Алексеевича Пешкова и Надежды Пешковой, у них родились трое детей: дочери Нина и Надежда, сын Сергей (позже взяли фамилию «Пешков»).
Брак распался во время пребывания С. Берия в ссылке в Свердловске. По утверждению супруги — из-за измены мужа.

## Критика
Серго написал книгу «Мой отец — Лаврентий Берия». Он считал, что репрессии и террор были неотъемлемой частью существования советского государства с момента его создания, и именно поэтому пострадал его отец. Сын Всеволода Меркулова, близкого соратника Берии, расстрелянного вместе с ним, отмечал: «Я был хорошо знаком с Серго, на моих глазах он начинал работать. Книгу его я, конечно, читал. Признаться, большая часть из написанного в ней — ложь».
Публицист Владимир Бушин также обращал внимание на неправдоподобность воспоминаний Серго: «Пишет, что в 1943 году, будучи курсантом Военной академии связи, участвовал в техническом обслуживании Тегеранской конференции. Возможно, но при этом еще уверяет, что Сталин без него просто шагу ступить не мог, беседовал с ним ежедневно часа по полтора, то и дело просил совета: „Как думаешь, что на такое предложение ответит Рузвельт? А Черчилль хитрит, ты замечаешь?“ и т. п. Но это что ― хвастовство, и только!».
Рой Медведев отмечал: «Я Серго Берия знал — он везде искал свидетельства, документы того времени и всё старался общественное мнение об отце, которого любил, улучшить…»
Маршал артиллерии П. Н. Кулешов характеризовал его: «Особых талантов я за Сергеем Берия не замечал… Но рос по службе он быстро. За счёт чего? Думаю, умел выдавать успехи коллектива за свои собственные».

## Воспоминания
- Сын Лаврентия Берия рассказывает… [Текст] / Р. Ш. Чилачава. — К.: Инкопресс, 1992. — 112 с.
- Мой отец — Лаврентий Берия [Текст] / С. Берия. — М.: Современник, 1994. — 432 с. — (Осмысление века: дети об отцах).
- Мой отец Берия. В коридорах сталинской власти [Текст] / Пер. с фр. издания «Beria mon père» —  Sergo Beria — Pion / Criterion (1999), содержит обширные фрагменты воспоминаний С. Берия и изложение взглядов Л. Берия, отсутствующие в каких-либо русских оригинальных изданиях книг С. Берия, в том числе приводятся взгляды и планы Л. Берия на начатые им в марте 1953 г. реформы СССР. — М.: Олма-Пресс, 2004. — 480 с. — (Архив).
- Мой отец Лаврентий Берия. Сын за отца отвечает [Текст] / С. Берия. — М.: Алгоритм, 2013. — 288 с. — (Наследие кремлёвских вождей).
- Мой отец нарком Берия [Текст] / С. Берия. — М.: Алгоритм, 2013. — 496 с. — (Наследие кремлёвских вождей)..